# Tirumalai Krishnamacharya
Tirumalai Krishnamacharya (en canarés: ಶ್ರೀ ತಿರುಮಲೈ ಕೃಷ್ಣಮಾಚಾರ್ಯ) (n. 18 de noviembre de 1888 - 28 de febrero de 1989) fue un influyente profesor de yoga, sanador y académico indio. Algunos de sus estudiantes fueron: B. K. S. Iyengar, K. Pattabhi Jois, su hijo T.K.V Desikachar y más tarde, Indra Devi, creadores de posturas y rutinas de yoga utilizadas actualmente.
Es considerado como la influencia para la creación de rutinas y posturas de yoga por diversos maestros de yoga, incluso los que no han estudiado con él.

## Biografía
Nació en una pequeña aldea de Muchukundapuram, en el estado de Karnataka, en el sur de la India, dentro de una familia perteneciente a la etnia iyengar.
Según unas notas encontradas escritas por él, su padre lo había iniciado en el yoga a los cinco años de edad, y le indicó que su familia descendía de un respetado yogui, Nathamuni. A pesar de que su padre murió antes de que él llegará a alcanzar la pubertad, ya tenía inculcado las ansias de estudiar yoga; a los 16 años tuvo una visión en la que vio a su antepasado y que le habría marcado un camino, el cual siguió, mientras que le recitaba versos sobre el yoga, que él memorizaría y trascribiría más tarde.
Su texto Yogarahasya (del sánscrito: la esencia del yoga) fue, más tarde, traducido al inglés. En su versión, el yoga y todas sus ideas, eran un bien guru, o bien, de los antiguos textos.
Krishnamacharya continuó luego estudiando diversas disciplinas clásicas indias, obteniendo títulos en filosofía, lógica, divinidad y música.